# Page Bluff
Das Page Bluff ist ein 1250 m hohes Kliff im Norden des Palmerlands auf der Antarktischen Halbinsel. Es ragt am östlichen Ende des Crescent Scarp auf.
Luftaufnahmen entstanden 1940 bei der United States Antarctic Service Expedition (1939–1941). Der Falkland Islands Dependencies Survey nahm 1958  Vermessungen vor. Das Advisory Committee on Antarctic Names benannte das Kliff 1977 nach dem Geodäten John H. Page vom United States Army Topographic Command, wissenschaftlicher Leiter der Palmer-Station im antarktischen Winter 1969.